# Mack Air
Mack Air ist eine Charterfluggesellschaft mit Sitz in Maun, Botswana. Das Unternehmen führt Charter-, Rund- und Ambulanzflüge, sowie Versorgungsflüge für Camps in den Regionen Okavangodelta und Kalahari in Botswana durch.

## Geschichte
Lara und Stuart Mackay gründeten Mack Air im Jahre 1994 mit nur einer 5 Passagiere fassenden Cessna 206 Stationair. Im Laufe der Zeit ist Mack Air zu einem Unternehmen mit 30 Piloten und 110 Beschäftigten gewachsen.

## Flugziele
Die Fluggesellschaft steuert Ziele in Botswana, Namibia, Sambia und Südafrika an. Im Mai 2021 begann man mit Linienflügen (täglich) zwischen Kasane, Botswana und Victoria Falls in Simbabwe. Seit April 2022 gibt es einen täglichen Flugservice von Victoria Falls nach Hwange in Simbabwe (Hwange-Nationalpark) in Partnerschaft mit der Fluggesellschaft Central Air Transport Services aus Simbabwe.

## Flotte
Die Flotte der Mack Air besteht mit Stand März 2023 aus 18 Flugzeugen:
- 17  Cessna Grand Caravan 208EX
- 01  Cessna Citation M2 CE-525

Auf der Webseite des Unternehmens werden noch die Gippsland Airvan 8 GA8 und die Cessna 210 angegeben.

## Ehemalige Flugzeugtypen
- 1  Cessna 210
- 2  Gippsland Airvan 8 GA8
- 0 Quest Kodiak 100[8]